# Pierre Cahuc

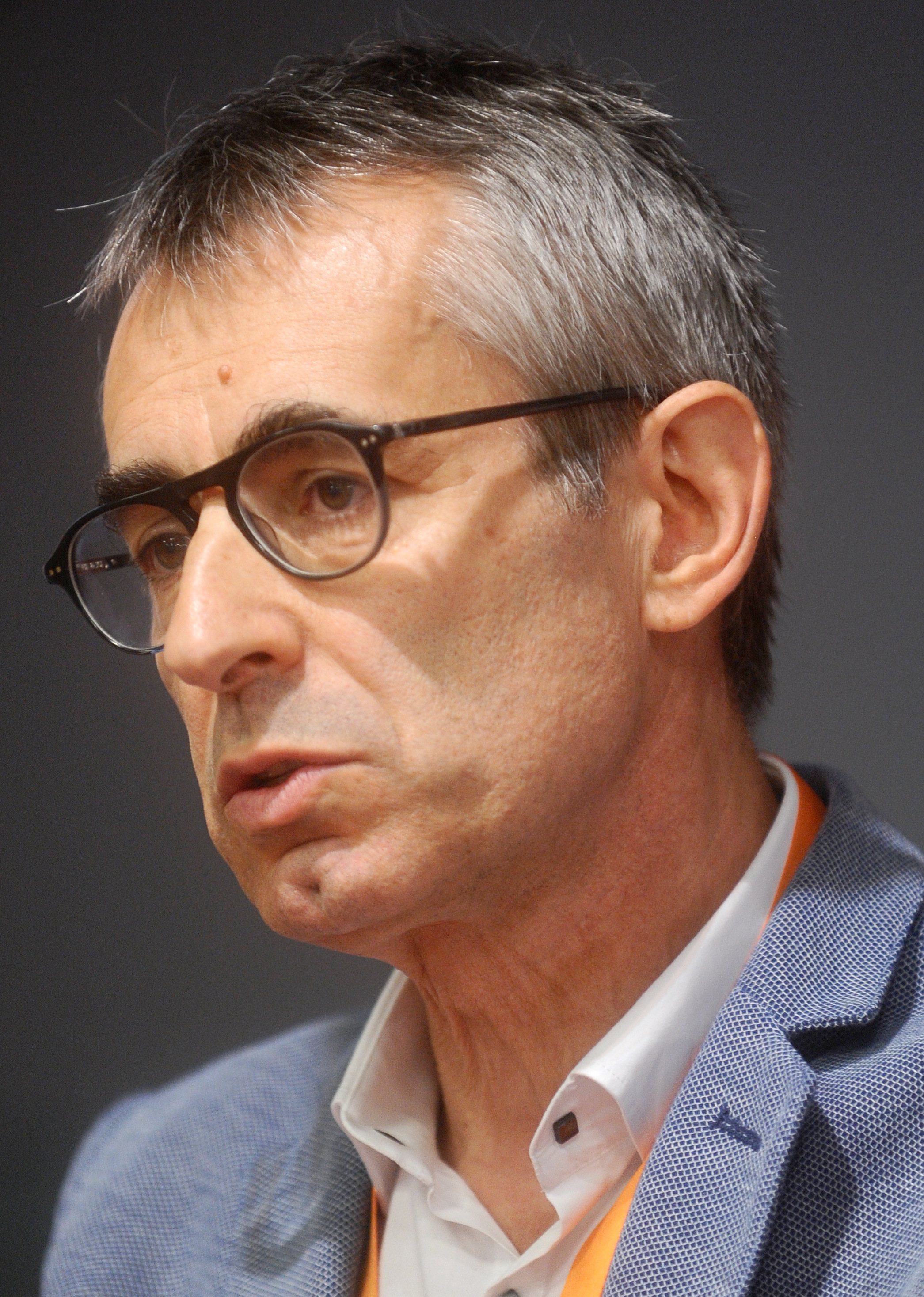
Pierre Cahuc no Festival Festival of Economics em Trento em 2018

Pierre Cahuc (nascido em 18 de janeiro de 1962) é um economista francês que atualmente trabalha como professor de economia na Sciences Po.

## Carreira
Diretor de Programa do programa "Mercados de Trabalho" do IZA Institute of Labor Economics e pesquisador do CEPR. Sua pesquisa se concentra principalmente na economia do trabalho e sua relação com a macroeconomia. Em 2001, recebeu o Prêmio do Melhor Jovem Economista da França por suas contribuições à pesquisa econômica. Ele pertence aos economistas mais citados na França e aos principais economistas trabalhistas da Europa.

## Pesquisa
A pesquisa de Pierre Cahuc concentra-se principalmente na economia do trabalho. Ele escreveu livros sobre a economia das negociações salariais, a redução do tempo de trabalho, desemprego na França, segurança social, fluxos de trabalho, salários mínimos, seguro-desemprego, educação vocacional, debate econômico e confiança social; seu livro sobre este último tópico, The Society of Defiance ("La Société de Défiance") escrito com Yann Algan, documenta como a desconfiança entre os cidadãos franceses entre si, bem como em relação à economia de mercado e ao governo, vem crescendo desde os anos 1990, corroendo o comportamento cívico, e argumenta que essa crescente desconfiança é devida e, por sua vez, alimenta o corporativismo francês, em que o o governo regula grandes aspectos da vida dos cidadãos. Junto com André Zylberberg e Stéphane Carcillo, ele escreveu vários livros sobre economia do trabalho destinados a estudantes de pós-graduação. De acordo com IDEAS/RePEc, Cahuc está entre os 2% melhores economistas de pesquisa em todo o mundo. Em sua pesquisa, colaborou frequentemente com Yann Algan, Stéphane Carcillo, André Zylberberg e Fabien Postel-Visnay. As principais descobertas de sua pesquisa incluem o seguinte:
- As diferenças na confiança herdada explicam uma parcela substancial das diferenças nas rendas per capita entre os países (com Algan);[11] a força desse resultado foi posteriormente questionada por Müller, Torgler e Uslaner (2012).[12]
- A regulamentação do governo está fortemente correlacionada negativamente com medidas de confiança, sugerindo que a desconfiança cria demanda pública por regulamentação e a regulamentação, por sua vez, desencoraja a formação de confiança (com Algan, Philippe Aghion e Andrei Shleifer).[13]
- A combinação de empregos temporários e políticas de proteção ao emprego (baseadas na estabilidade), embora benéfica para a maioria dos funcionários se a propriedade da empresa for suficientemente concentrada, provavelmente aumenta o desemprego ao aumentar a rotatividade de empregos nas empresas, pois os empregadores enfrentam incentivos para reduzir os custos de demissão, limitando os funcionários ' posse (com Postel-Visnay).[14]
- A relativa falta de competição entre os empregadores franceses por trabalhadores de baixa e média qualificação explica a falta de poder de negociação salarial desses grupos (com Postel-Visnay e Jean-Marc Robin).[15]
- As atitudes cívicas e a concepção de benefícios de desemprego e proteção ao emprego na OCDE nas décadas de 1980 e 1990 estão fortemente correlacionadas, sugerindo que as diferenças na virtude cívica impulsionam as diferenças nas instituições do mercado de trabalho (com Algan).[16]
- Indivíduos com fortes laços familiares são menos móveis geograficamente, têm salários mais baixos e são mais propensos a ficar desempregados e apoiam regulamentações do mercado de trabalho mais rígidas (com Algan, Alberto Alesina e Paola Giuliano).[17]
- A Espanha poderia ter mantido sua taxa de desemprego abaixo de 15% (em vez de 23%) durante a Grande Recessão se tivesse adotado a legislação francesa de proteção ao emprego e, assim, restringido o uso de contratos temporários, evitando assim a amplificação do efeito da lacuna entre as demissões custos de contratos permanentes e temporários (com Samuel Bentolila, Juan Dolado e Thomas Le Barbanchon).[18]
- Num modelo de gerações sobrepostas com crescimento endógeno, a legislação do salário-mínimo pode aumentar o crescimento ao induzir os trabalhadores a acumular capital humano ao reduzir a procura de mão-de-obra pouco qualificada (com Philippe Michel).[19]
- Se a intensidade da procura de emprego e os salários forem endógenos e a taxa de imposto constante, então uma sequência temporal mais degressiva dos subsídios de desemprego pode aumentar a pressão salarial e, por extensão, aumentar o desemprego (com Etienne Lehmann).[20]
- O emprego público na OCDE exclui o emprego do setor privado, diminui a participação na força de trabalho e aumenta o desemprego (com Algan e Zylberberg).[21]